# Leopoldius
Leopoldius is een geslacht van insecten uit de familie van de blaaskopvliegen (Conopidae), die tot de orde tweevleugeligen (Diptera) behoort.

## Soorten
- L. brevirostris

Zwarte wespblaaskop (Germar, 1827)
- L. cabrilsensis Carles-Tolra, 2000
- L. calceatus (Rondani, 1857)
- L. coronatus

Echte wespblaaskop (Rondani, 1857)
- L. diadematus Rondani, 1845
- L. signatus

Late wespblaaskop (Wiedemann in Meigen, 1824)
- L. valvatus

Klepwespblaaskop Krober, 1914